# Cadaveria
Cadaveria — итальянская группа, созданная в 2001 году, когда вокалистка Cadaveria и барабанщик Flegias покинули группу Opera IX.

## История
В апреле 2001 года в группе в первый раз начались личные разногласия. Я и ударник Флегиас не разделяли взглядов остальных музыкантов по поводу дальнейшего развития группы. Они никак не могли понять, что я всё же человек, который говорит то, что думает. Если мне противен рифф или не нравится кусок текста, то я открыто об этом говорю. Они так же думали, что я слишком много себе позволяю, захватила в свои руки все бразды правления, потому что я отвечала за все контакты, интервью, промоушн и выступления за пределами Италии. Мне это было непонятно, так как я единственная в группе говорила по-английски. Флегиас и я не захотели больше терпеть диктат остальных, и мы решили покинуть Opera IX. Первое время после ухода было действительно ужасным, я плохо себя чувствовала, но вскоре я нашла в себе мужество и основала Cadaveria. Очень здорово, а для меня так вообще прекрасно работать с людьми, которые открыты всему новому и каждый по-своему вносит в группу что-то своё.

Вскоре в группу приходят Frank Booth — гитара и Killer Bob — бас, а также клавишник Baron Harkonnen. Таким составом был заключён контракт с итальянским лейблом Scarlet Records. 
Вскоре после нашего основания к нам пришли люди из Scarlet Records и проявили к нам интерес. Мы знали их ещё по временам в Opera IX, но тогда группа выбрала Avantgarde. Но у нас с Флегиасом контакт с этой фирмой не прерывался. Когда мы предоставили им запись нашего первого альбома, они просто пришли в восторг!
В 2001 году группа приступает к записи в студии Capt.Woofer Studios дебютного альбома The Shadow’s Madame (продюсером стал Джон Дна), вышедшего в марте 2002 года. Лейбл Scarlet Records описал музыку дебютного диска группы как «симфонический хоррор-метал», однако критики предпочли охарактеризовать её как готик-метал с уклоном в дэт. Обложку дебютного альбома оформил Роберт Грегори Гриффет. Диск сразу стал альбомом месяца в журналах Metal Hammer, Metal Shock и был издан по лицензии в Мексике, Бразилии и России.
В музыке коллектива сочетаются элементы готик-, дэт-, пауэр- и хэви-метала.

## Дискография
- 2002 — The Shadow's Madame
- 2002 — Home Video (видео)
- 2004 — Far Away From Conformity
- 2007 — In Your Blood
- 2012 — The Days of the After and Behind (сингл)
- 2012 — Horror Metal
- 2013 — Karma (видео)
- 2014 — Carnival of Doom (сингл)
- 2014 — Silence
- 2016 — Mondoscuro (сплит с Necrodeath)
- 2017 — Christian Woman (сингл)

## Видеоклипы
- 2002 — «Spell»
- 2003 — «Circle of Eternal Becoming»
- 2007 — «The Dream»
- 2007 — «Anagram»
- 2012 — «Flowers In Fire»
- 2013 — «Death Vision»
- 2015 — «Strangled Idols»
- 2016 — «Carnival of Doom»
- 2020 — «Return»
- 2020 — «Matryoshcada»
- 2021 — «Shamanic Path»
- 2021 — «The Woman Who Fell to Earth»
- 2022 — «Silver Rain»